# Bettina von Bethmann
Bettina von Bethmann (* als Bettina Roemer am 17. Oktober 1942 in Berlin) ist eine deutsche Philanthropin und Tänzerin.

## Leben
Von Bethmann zog mit ihren Eltern 1950 nach Frankfurt am Main. Zunächst wurde sie Dolmetscherin für Englisch, dann absolvierte sie eine Ausbildung zur klassischen Balletttänzerin. Sie heiratete 1984 den Bankier Johann Philipp von Bethmann (1924–2007).
Sie engagierte sich insbesondere in sozialen Projekten der Obdachlosenhilfe (Lazarus-Wohnsitzlosenhilfe) und brachte sich in Institutionen wie die Gesellschaft für Frankfurter Geschichte e. V. und die Bildungsstätte Anne Frank e. V. ein.

## Ehrungen
- 2000: Ehrenplakette der Stadt Frankfurt am Main
- 2010: Bundesverdienstkreuz am Bande[4]
- 2016: Goetheplakette